# Heligmonevra africana
Heligmonevra africana là một loài ruồi trong họ Asilidae. Heligmonevra africana được Ricardo miêu tả năm 1925. Loài này phân bố ở vùng nhiệt đới châu Phi.